# Scolops angustatus
Scolops angustatus är en insektsart som beskrevs av Philip Reese Uhler 1876. Scolops angustatus ingår i släktet Scolops och familjen Dictyopharidae. Inga underarter finns listade i Catalogue of Life.